# Tomoko Fukawa
Tomoko Fukawa (荻野智子 Fukawa Tomoko ). Nació el 30 de agosto de 1968, en Kawasaki (Kanagawa), Prefectura de Kanagawa, Japón. Es una cantante y ex Idol japonesa. Al haber contraído nupcias, adoptó el nombre de Tomoko Ogino (おぎのともこ Ogino Tomoko ). Fue parte del grupo idol Onyanko Club, era la 
miembro número 33.

## Biografía
Tomoko inició su carrera en el mundo de espectáculo, cuando se unió a Onyanko Club, tras ganar el concurso televisivo "Yuuyake Nyan Nyan". Mismo que fue patrocinado por el programa de TV;  The Scout Idol wo Sagase , en enero de 1986.

### Después de Onyanko Club
Con la disolución del grupo en septiembre de 1987,  Fukawa  se mantuvo inactiva por varios años. Realizó una breve aparición a mediados de la década de 1990. Posteriormente reapareció en 2002, donde lanzó un single  junto a sus compañeras llamado: Shoumikigen. Estuvo también presente en el segundo reencuentro del año 2010.

## Actualidad
En la actualidad trabaja para la agencia Twinkle Corporation, además de reanudar sus actividades en 2011 con la apertura de su propio blog.

## Vida personal
En 2002, Tomoko  contrajo nupcias con un hombre de negocios de apellido Ogino, con quien procreó 3 hijos.

## Discografía

### Sencillos junto a Onyanko Club
- Osaki ni Shitsurei
- Hayaguchikotoba de sayonara o
- Hato ni bokin o
- Mikanseina jigusopazuru
- Akamichi tanken tai
- U edingudoresu
- Watashi o yoroshiku